# Gare Centrale (métro de Bruxelles)
Pour les articles homonymes, voir Gare centrale.
Gare Centrale (en néerlandais : Centraal Station) est une station des lignes 1 et 5 du métro de Bruxelles située à Bruxelles, sur la commune de Bruxelles-ville.

## Situation
La station se trouve place du Marché aux Bois, face à la gare de Bruxelles-Central. Elle est sous-titrée Grand Place (en néerlandais : Grote Markt) sur la signalétique.
Elle est située entre les stations De Brouckère et Parc sur les lignes 1 et 5.

## Histoire
La station est mise en service le 17 décembre 1969.

## Service aux voyageurs

### Accès

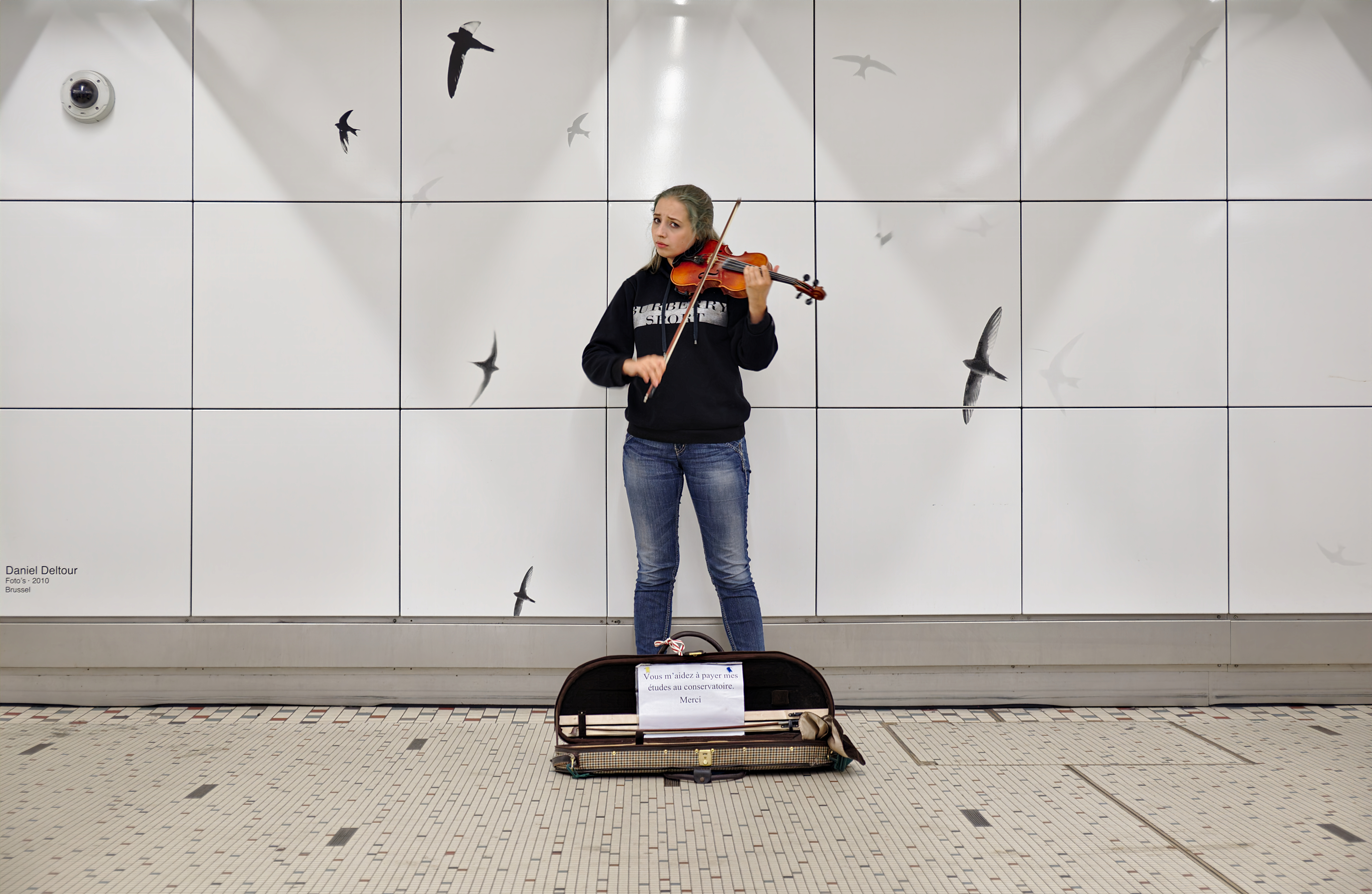
Violoniste dans le couloir qui relie la gare au métro

La station compte trois accès outre ceux donnant accès à ou passant via la gare :
- Accès no 2 : rue des Colonies ;
- Accès nos 7 et 8 : de chaque côté de la rue de Loxum.

C'est dans le long couloir reliant la station de métro à la Gare Centrale que de nombreux sans domicile fixe trouvent refuge. De ce fait, Gare Centrale est l'une des stations du métro bruxellois qui témoignent le mieux des inégalités sociales ; mais aussi de la solidarité et de l'aide mise en œuvre par de nombreuses ASBL. L'endroit est d'ailleurs connu des Bruxellois pour accueillir des musiciens de tout acabit. De plus, les murs des quais de la station sont maintenant décorés présentant les caractéristiques du Nouveau Réseau Métro mis en place en avril 2009.

### Quais
La station est de conception classique avec deux voies encadrées par deux quais latéraux.
La station présente des courbes, du fait de son insertion dans un sous-sol déjà occupé par la Jonction Nord-Midi. Étant donné que ces courbes créent des espaces entre le quai et les rames, un système d'éclairage a été mis en place pour attirer l'attention du public sur ce fait. Également, des caches ont été posés sur le troisième rail présent à cet endroit, pour éviter tout danger d'électrocution, que ce soit par la chute d'une personne ou d'un objet.

### Intermodalité
La station est en correspondance avec la gare de Bruxelles-Central desservie par les lignes S1, S2, S3, S6, S8 et S10 du RER bruxellois.
En outre elle est desservie en journée par les lignes 29, 38, 52, 63, 65, 66, 71 et 89 des autobus de Bruxelles et, la nuit, par les lignes N04, N05, N06, N08, n09, N10, N11, N12, N13, N16 et N18 du réseau Noctis dont elle constitue le point central.

## À proximité
- Gare de Bruxelles-Central (art déco)
- Grand-Place (art baroque) et Hôtel de ville (art gothique)
- Cathédrale Saints-Michel-et-Gudule (art gothique brabançon)
- Galeries royales Saint-Hubert (promenade couverte du XIXe siècle)
- Mont des Arts (jardins)
- Palais des Congrès de Bruxelles
- Bibliothèque royale de Belgique
- Musées royaux des Beaux-Arts de Belgique
- Musée Magritte
- CINEMATEK au Palais des Beaux-Arts de Bruxelles
- Place d'Espagne (façades anciennes)
- Rue de la Madeleine (façades anciennes et la Galerie Bortier)
- Rue du Marché aux Herbes (façades anciennes)
- Rue de la Montagne (façades anciennes)
- Place de la Vieille Halle aux Blés (avec la statue de Jacques Brel)